# Zdravko Žarković
Zdravko Žarković (Palešnik kod Garešnice, 14. svibnja 1945.), istaknuti hrvatski zagonetač i doajen hrvatskog zagonetaštva, profesor francuskoga jezika i filozofije, aforist i publicist.
Podrijetlom je iz Imotskih Poljica.
Prvi rad iz zagonetaštva objavljen mu je u Džepnoj križaljci 3. listopada 1962. godine. U vìše zagonetačkih i drugih listova objavio je više od pet tisuća raznih zagonetki, ponajviše križaljki, čarobnih četvorina, premetaljki, rebusa i stihovnih zagonetki. Objavio je i tristotinjak čarobnih kvadrata od kojih dio i na francuskom jeziku te je autor prve hrvatske križaljke 7×7 bez crnih polja. Križaljke 7×7 i 8×8 objavljivao je uglavnom u Kvizorami, te u Enigmi i Hrvatskom tjedniku. Premetaljke, križaljke i ostale radove objavljivao je i u zagonetačkim (Vjesnikovu Kvizu, Skandifeniksu, Feniksu, Križaljki kvizu, Čvorovim listovima, Džokeru, Enigmi) i u nezagonetačkim tiskovinama (Hrvatskomu listu, Vikendu i Studiu). Bio je urednikom zagonetačke rubrike u zadarskom Narodnom listu (1968. – 1976.).
Od 1968. članom je  bjelovarskog Čvora te od 1982. splitskoga zagonetačkog kluba »Božidar Vranicki«. Nosi naslov zagonetačkog velemajstora. Poznat je pod zagonetačkim nadimkom, akronimom ZdraŽar (skraćeno od Zdravko Žarković). Potpisivao se i pseudonimima Douglas, Caper, Jadran i inima.
Objavio je knjigu svojih zagonetki, aforizama i stihova na zavičajnom govoru pod naslovom Imotska razglednica (2017.).